# Shannon Chan-Kent
Shannon Chan-Kent (23 september 1988) is een Canadese actrice, stemactrice en zangeres.
Chan-Kent is mogelijk het bekendst geworden als de zangstem van Pinky Pie in de Amerikaanse tekenfilmserie My Little Pony: Vriendschap is betoverend. Daarnaast deed ze de stem van Chief in de Zuid-Koreaanse tv-serie Pucca en de Engelse voice-over voor Misa Amane in de filmversies van de Japanse manga Death Note. Verder speelt ze Courtney's beste vriend Janet in de Nickelodeon-musical Spectacular!.

## Filmografie

### Televisie
- 2007 - Dragon Boys - Kelsey Leung
- 2007 - Being Ian - Grace Lum
- 2008 - Samurai Girl - Steward
- 2009 - Spectacular! - Janet
- 2009 - The Troop - Shellie
- 2010 - Life Unexpected - Brynn
- 2021 - You - Kiki

### Animatie
- 2002 - Madeline: My Fair Madeline - Cloe
- 2003 tot 2004 - Sabrina's Secret Life - achtergrond stemmen
- 2006 - The Girl Who Leapt Through Time - Miyuki Konno
- 2006 tot 2008 - Pucca - Chief
- 2007 tot 2009 - Death Note - Misa Amane
- 2008 tot 2009 - Mobile Suit Gundam 00 - Christina Sierra
- 2008 - Barbie Kerstverhaal - Engelstalige versie - Ann/Nan
- 2010 - Barbie in een Zeemeermin Avontuur - Engelstalige versie - Deandra
- 2010 - Care Bears to the Rescue - ??
- 2010 - Barbie in een Modesprookje - Engelstalige versie - Delphine
- 2010 - Care Bears: The Giving Festival Movie - ??
- 2011 - Barbie de Prinsessenschool - Engelstalige versie - Isla
- 2011 - Quest for Zhu - Pipsqueak
- 2010 tot 2011 - My Little Pony: Vriendschap is betoverend - Pinkie Pie (zang), Silver Spoon (stem)
- 2011 - Voltron Force − Larmina

- Library of Congress Control Number: no2016101141
- MusicBrainz: 83d84ab9-e2ac-401d-99d6-b46026821cef
- Virtual International Authority File: 258147118352426342883
- WorldCat: E39PBJtMkH3GrccjWvdBBDJkXd